# Daniil Yuffa
Daniil Aleksandrovitx Yuffa (rus: Даниил Александрович Юффа; nascut el 25 de febrer de 1997) és un jugador d'escacs rus-espanyol que té el títol de Gran Mestre des de 2016. Representa Espanya internacionalment des del 2021.
A la llista d'Elo de la FIDE del juliol de 2022, hi tenia un Elo de 2603 punts, cosa que en feia el jugador número 8 (en actiu) de l'estat espanyol, i el 206 del rànquing mundial. El seu màxim Elo va ser de 2603 punts, a la llista del juliol de 2022.
Juntament amb altres 43 jugadors d'escacs d'elit russos, Yuffa va signar una carta oberta al president rus Vladímir Putin, protestant contra la invasió russa d'Ucraïna del 2022 i expressant solidaritat amb el poble ucraïnès.

## Resultats destacats en competició
Nascut el 1997, Yuffa va obtenir el seu títol de Gran Mestre el 2016.
L'estiu de 2017 va guanyar el torneig Ciutat de Pontevedra, per davant de l'israelià Michael Oratovsky. El setembre de 2017, Yuffa va aparèixer al programa de talents del canal Rússia 1 "Amazing People", jugant tres partides simultànies amb els ulls embenats mentre interpretava peces de música clàssica al piano.
El febrer de 2018 va participar al fort Aeroflot Open i hi va acabar 41è de 92, fent 4½/9 punts (+2–2=5). El març de 2018 va competir al Campionat d'Europa individual, on va quedar tretzè, amb 7½/11 (+5–1=5).
El 2019, a la Copa del Món d'escacs de 2019, com a cap de sèrie número 106, Yuffa va derrotar el cap de sèrie 23, David Navara a la primera ronda i després va vèncer Luke McShane, cap de sèrie 42 a la segona ronda, abans de perdre i ser eliminat pel 10è cap de sèrie Teimur Radjàbov a la tercera ronda.
El gener de 2021, Yuffa va guanyar el Festival de Roquetas de Mar amb una puntuació de 7,5/9 L'abril, es proclamà campió del País Valencià d'escacs llampec. L'agost de 2021 fou segon al grup A del Torneig Ciutat de Barcelona.